# 聖甲蟲

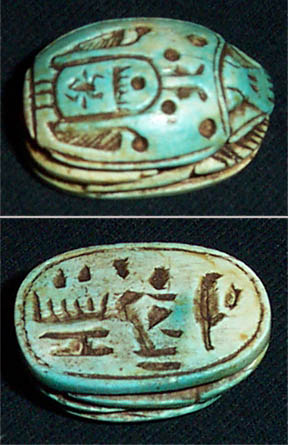
一個仿造新王國時期聖甲蟲製作的模型

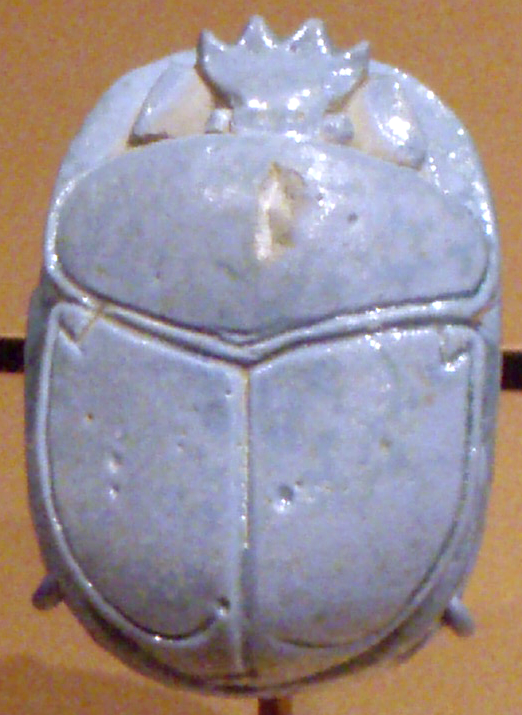
阿蒙霍特普三世送給泰伊的聖甲蟲，現藏於巴爾的摩沃爾特斯藝術館

聖甲蟲（英語：scarab）或稱死亡甲蟲，是古埃及的一種象徵符號，也指雕刻成聖甲蟲樣的物品。其最常用作護身符，也會在政府印章上作為皇室的象徵而出現。到了新王國早期，聖甲蟲也會被放到木乃伊的棺槨中，起到守護遺體的效果。
聖甲蟲因其滾球習性，與古埃及的太陽神凱布利聯繫密切，因此有一定的宗教意義。在第一中間期被人們拿來當作飾品之後，聖甲蟲的主題就開始在全埃及流行起來了，後來更成為全埃及的文化標誌，直到古埃及消亡才漸漸銷聲匿跡。聖甲蟲現存數量眾多，其上多有銘文，因此成為歷史學家和考古學家研究古埃及歷史的重要工具。
從青銅時代中期開始，地中海盆地和中東的古代居民開始使用埃及流傳而來的聖甲蟲，黎凡特等一些外國地区也引入了聖甲蟲製造工藝。

## 描述
| L1 |

| L1 |

聖甲蟲有很多種不同的形態，其製造的目的一般是用於活人佩戴。其形狀一般是金龜子（常被認為是神聖糞金龜）。聖甲蟲有較明顯的頭部、翅鞘和腿，不過腹部通常是扁平的，其上可能會刻有象形文字以作為印章。其大小不定，從數毫米到十數釐米的都有。
聖甲蟲由石頭或者陶器製成，常選擇藍綠的材質，或者也會塗上藍色或綠色的釉。最常見的聖甲蟲製造原料為皂石，也有紫水晶、瑪瑙製成的聖甲蟲。

## 宗教重要性
在古埃及，太陽神拉每天在半球形的天空巡迴，轉換生死。而金龜子將食物捲成球狀并抱在懷中，从而使埃及人将它们联系了起来。因此金龜子被當成了天球及重生的象徵，而與拉同為太陽神的凯布利的象徵就是聖甲蟲，實際上凯布利的頭部即是甲蟲頭。

## 歷史
第一中間期末期（約前2055年）聖甲蟲開始流行，它們取代了之前使用的各類印章。通常其上會刻有當代法老或其他皇室成員的名稱。中王國時期分成官用和私用聖甲蟲，因此其上所刻名稱便不侷限於皇室。
阿蒙霍特普三世製造了一大批紀念用聖甲蟲，其上篆刻著他的功績。現存有200多個阿蒙霍特普三世聖甲蟲樣本，其體型從三四釐米到十幾釐米不等。其他第十八王朝的法老，例如塔特摩斯三世也有製造類似的聖甲蟲。
心形聖甲蟲是一種主要用於墓葬中的聖甲蟲，它在新王國時期和第三中間期開始流行。體型較大，4—10（1.6—3.9英寸）不等。死亡之書要求心形聖甲蟲使用“nemehef”石製作，但其實也有別的石頭做成的聖甲蟲。除去心形之外，也有其他種類的墓葬用聖甲蟲。

## 外部連結
- Hatshepsut: from Queen to Pharaoh （页面存档备份，存于）, an exhibition catalog from The Metropolitan Museum of Art (fully available online as PDF), which contains a significant amount of material on scarabs (see index)
- Scarab beetles and the people of Ancient Egypt （页面存档备份，存于） Great video on scarab beetles.
- Heart Scarab Amulet Picture of a Heart Scarab Amulet from the British Museum